# Ethan Suplee
Ethan Suplee (Nueva York, 25 de mayo de 1976) es un actor estadounidense de cine y televisión. Sus papeles más destacados han sido de Seth Ryan en American History X, de Frankie Stechino en Boy Meets World y de Randy Hickey en My Name Is Earl, y por colaboraciones en algunas películas de Kevin Smith. También participó como secundario en la serie The Ranch, haciendo el papel del policía local. En el año 2019 participó en la película Motherless Brooklyn, dirigida y protagonizada por Edward Norton.

## Vida personal
Suplee nació en Manhattan (Nueva York), hijo de Debbie y Bill Suplee (este último interpreta a "Willie, el cartero tuerto" en la serie My Name Is Earl). Sus padres eran actores. Se conocieron participando en la obra Summer Stock y han trabajado en Broadway. 
En marzo del 2011, Suplee llamó la atención del sitio web de noticias del espectáculo TMZ.com por su pérdida de peso de más de 100 kilos. Adjudicó el mérito de su nuevo aspecto al ciclismo, explicando: «I ride road bikes, I ride bicycles» ("Voy en bicicleta"). En 2000, Suplee había llegado a pesar algo más de 200 kg (450lbs).

## Carrera
El primer papel importante de Ethan fue interpretando con 18 o 19 años a Willam Black en la comedia Mallrats, dirigida por Kevin Smith, junto a Jason Lee (el actor que hace de su hermano, Earl, en la serie My Name Is Earl). Smith vuelve a utilizar tanto a Suplee como a Lee en películas posteriores Persiguiendo a Amy y Dogma. Ambos realizan también un cameo en Clerks II. Al mismo tiempo que se filmaba Mallrats, Suplee también tenía un papel secundario interpretando a Frankie Stechino "El chico duro" en la serie Boy Meets World, durante cuatro años, de 1994 a 1998, en la que empieza a trabajar con 16 años.
Posteriormente Suplee ha interpretado también personajes dramáticos como el agresivo neonazi Seth Ryan en American History X, el extraño compañero de cuarto de Ashton Kutcher en la universidad "Thumper" en El efecto mariposa, el jugador de fútbol americano Louie Lastik en Remember the Titans, el colega de Johnny Depp y su primer socio en el tráfico de drogas Tuna en Blow y el inocente Pangle en Cold Mountain. 
Suplee también ha participado en cameos sin acreditar en la serie de HBO Entourage como el compañero de escena de la estrella cinematográfica Vincent Chase en la película ficticia Queens Boulevard.
Desde 2011, tuvo apariciones como personaje recurrente en la serie Raising Hope, producida por el mismo productor responsable de la serie que estelarizó junto a Jason Lee Me llamo Earl, Greg García. 
Más adelante trabajó en la sitcom Jennifer Falls, donde interpreta a Wayne. En esta comedia se encuentra con una vieja compañera que conoce desde la serie Me llamo Earl, Jaime Pressly, protagonista de esta serie.

## Filmografía

### Cine y televisión
| Año       | Título                                      | Personaje           | Notas                                               |
| --------- | ------------------------------------------- | ------------------- | --------------------------------------------------- |
| 1994      | Tales from the Crypt                        | Jaimie              | Serie de televisión; 1 episodio                     |
| 1994–1998 | Boy Meets World                             | Frankie Stechino    | Serie de televisión; 19 episodios                   |
| 1995      | Mallrats                                    | Willam Black        |                                                     |
| 1997      | Chasing Amy                                 | Fan                 |                                                     |
| 1998      | American History X                          | Seth Ryan           |                                                     |
| 1998      | Desert Blue                                 | Cale                |                                                     |
| 1999      | Tyrone                                      | Joshua Schatzberg   |                                                     |
| 1999      | Dogma                                       | Noman the Golgothan | Voz                                                 |
| 2000      | Takedown                                    | Dan Brodley         |                                                     |
| 2000      | Road Trip                                   | Ed                  |                                                     |
| 2000      | Vulgar                                      | Frankie Fanelli     |                                                     |
| 2000      | Remember the Titans                         | Louie Lastik        |                                                     |
| 2001      | Don's Plum                                  | Big Bum             |                                                     |
| 2001      | Blow                                        | Tuna                |                                                     |
| 2001      | Evolution                                   | Deke                |                                                     |
| 2002      | John Q                                      | Max Conlin          |                                                     |
| 2002      | The First $20 Million Is Always the Hardest | Tiny                |                                                     |
| 2003      | Cold Mountain                               | Pangle              |                                                     |
| 2004      | El efecto mariposa                          | Thumper             |                                                     |
| 2004      | De perdidos al río                          | Elwood              |                                                     |
| 2005      | Neo Ned                                     | Johnny-Orderly      |                                                     |
| 2005-2009 | My Name Is Earl                             | Randy Hickey        | Serie de televisión; 96 episodios                   |
| 2005-2010 | Entourage                                   | Él mismo            | Serie de televisión; 2 episodios                    |
| 2006      | Art School Confidential                     | Vince               |                                                     |
| 2006      | La fuente de la vida                        | Manny               |                                                     |
| 2006      | The Year Without a Santa Claus              | Jingle              |                                                     |
| 2006      | Clerks II                                   | Teen #2             |                                                     |
| 2007      | Mr. Woodcock                                | Nedderman           |                                                     |
| 2007      | Struck                                      | Cupid               | cortometraje                                        |
| 2009      | Fanboys                                     | Harry Knowles       |                                                     |
| 2009      | Brothers                                    | Sweeney             |                                                     |
| 2010      | 3000 Miles Away                             | Interrogador        | Star Fucking Hipsters; video musical                |
| 2010      | The Good Guys                               | Andy adulto         | Serie de televisión; 1 episodio                     |
| 2010      | Unstoppable                                 | Dewey               |                                                     |
| 2011      | No Ordinary Family                          | Tom                 | Serie de televisión; 1 episodio                     |
| 2011      | Raising Hope                                | Andrew              | Serie de televisión; 4 episodios                    |
| 2011      | Wilfred                                     | Spencer             | Serie de televisión; papel recurrente               |
| 2012      | Men at Work                                 | Dan                 | Serie de televisión; episodio: "Milo Full of Grace" |
| 2012      | Rise of the Zombies                         | Marshall            |                                                     |
| 2013      | Breakout                                    | Kenny               |                                                     |
| 2013      | El lobo de Wall Street                      | Toby Welch          |                                                     |
| 2014      | Walk of Shame                               | Oficial Dave        |                                                     |
| 2014      | Jennifer Falls                              | Wayne               | Papel principal                                     |
| 2015      | True Story                                  | Pat Frato           | Personaje secundario                                |
| 2019      | Santa Clarita Diet                          | Tommy               | Serie Netflix Personaje secundario (5 episodios)    |
| 2022      | Babylon                                     | Wilson              | Personaje secundario                                |
| 2023      | Manodrome                                   | Leo                 |                                                     |
| 2023      | La bala de dios                             | Gutter              | Personaje secundario                                |